# Catocala ultronia

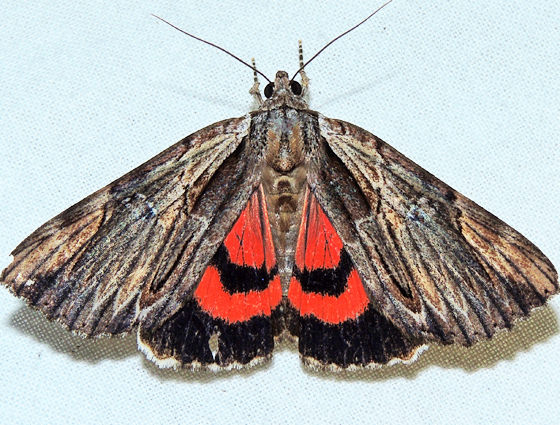
Falter in Abflugposition

Catocala ultronia ist ein in Nordamerika vorkommender Schmetterling (Nachtfalter) aus der Familie der Eulenfalter (Noctuidae).

## Merkmale

### Falter
Die Falter erreichen eine Flügelspannweite von 46 bis 60 Millimetern. Die Farbe der Vorderflügeloberseite ist überwiegend aschgrau, zuweilen weißgrau oder braungrau. Die Zeichnung verläuft vorwiegend in Längsrichtung und nicht, wie bei den meisten Catocala-Arten in Querrichtung. Entlang des Innenrandes verläuft ein schwarzbrauner Bereich. Der Apexbereich ist meist rötlich braun. Innere und äußere Querlinie sind schwarz und stark gezackt. Ring- und Nierenmakel sind undeutlich ausgebildet. Die Hinterflügeloberseite ist kräftig rot und mit einem breiten schwarzen Saumband sowie einem schmalen schwarzen Mittelband gezeichnet. Die Fransen sind weiß.

### Raupe
Die Raupen sind graubraun gefärbt. Sie zeigen einen rotbraunen Dornenvorsprung auf dem fünften Körpersegment, der einer Sprossenspitze ähnelt. Wenn sich die Raupe eng an einen Zweig anschmiegt, ist sie für Fressfeinde kaum zu erkennen.

## Verbreitung und Lebensraum
Catocala ultronia kommt in den östlichen und einigen zentralen Regionen Nordamerikas verbreitet bis lokal vor. Die Art besiedelt in erster Linie Laubwälder und Flussufer. 

## Lebensweise
Die nachtaktiven, univoltinen Falter sind schwerpunktmäßig zwischen Juli und August anzutreffen. Sie besuchen künstliche Lichtquellen und Köder. Die Raupen ernähren sich von den Blättern verschiedener Pflanzen. Dazu gehören Prunus-Arten, Rot-Esche (Fraxinus pennsylvanica), Amerikanische Linde (Tilia americana) und Großzähnige Pappel (Populus grandidentata). Die Art überwintert im Eistadium.